# Orenchi no Furo Jijō
Orenchi no Furo Jijō (オレん家のフロ事情, lit. As circunstâncias especiais da minha banheira") é um manga yonkoma escrito por Itokichi e publicado na revista Monthly Comic Gene da Media Factory desde 2011. Foi coletado em cinco volumes tankōbon. Uma adaptação em anime foi transmitida no Japão entre 6 de outubro a 29 de dezembro de 2014.

## Enredo
A série narra o quotidiano de Tatsumi, um estudante que mora sozinho, até que um dia passando perto de um rio, ele vê um tritão desmaiado na terra. Após resgatá-lo e colocá-lo na banheira, Tatsumi descobre que seu novo hospedeiro, Wakasa, é um tipo levemente egocêntrico que não tem nenhuma intenção de sair de lá.

## Personagens
Tatsumi (龍己)
Voz de: Nobunaga Shimazaki
Tatsumi é um estudante que encontra Wakasa fora do rio e leva-o para casa, para poder cuidar dele.  Ele fica chocado por descobrir que Wakasa é um tritão, mas decide deixá-lo ficar em sua banheira.  Mesmo sendo calmo e tímido, Tatsumi se acostuma a viver com Wakasa e todos os seus outros amigos.
Wakasa (若狭)
Voz de: Yuichiro Umehara
Wakasa é um tritão, que originalmente vivia num rio altamente poluído. Como a área tornou-se muito perigosa para viver, ele decidiu deixar este lugar e logo foi encontrado encalhado por Tatsumi, que o convidou para morar em sua casa de banho.
Takasu (鷹巣)
Voz de: Tatsuhisa Suzuki
Takasu é um tritão-polvo que gosta de visitar Wakasa, já que são amigos muito antes de Tatsumi conhecer Wakasa. Takasu gosta de subir em pequenos espaços como a máquina de lavar roupa de Tatsumi.
Kasumi (霞)
Voz de: Ibuki Kido
É a irmã mais nova de Tatsumi. Ela adora muito seu irmão e considera Wakasa seu rival.
Mikuni (三国)
Voz de: Natsuki Hanae
É um pequeno tritão-medusa.
Maki (真木)
Voz de: Kenjiro Tsuda
Maki é um tritão-caracol que Tatsumi salvou, quando um grupo de crianças o atormentava. Maki normalmente é autodepreciativo, tem uma personalidade negativa, mas um pouco de bondade faz ele sair.
Agari (安賀里)
Agari é um tritão-tubarão que diz ter sido modelo do filme Tubarão. É chamado de senpai por Wakasa, pelo facto dos tubarões serem considerados os mais importantes entre os peixes.
Gorōmaru (五郎丸)
Uma sereia-estrela-do-mar, que conheceu Wakasa recentemente.
Sōsuke (聡介, Sōsuke)
Um amigo e colega de classe de Tatsumi que não está ciente do facto de Tatsumi viver com um tritão.
Pato-chan (アヒルちゃん, Ahiru-chan)
Voz de: Yoshihisa Kawahara
Um pato de borracha que desempenha o papel de narrador no anime.

## Média

### Manga

#### Volumes
| N.º | Data de lançamento     | ISBN              |
| --- | ---------------------- | ----------------- |
| 1   | 27 de março de 2012    | 978-4-8401-4448-3 |
| 2   | 27 de outubro de 2012  | 978-4-8401-4745-3 |
| 3   | 27 de maio de 2013     | 978-4-8401-5065-1 |
| 4   | 27 de maio de 2014     | 978-4-0406-6553-5 |
| 5   | 27 de setembro de 2014 | 978-4-0406-6864-2 |

### Anime
A série de anime foi adaptada pelo estúdio Asahi Production e transmitida entre 6 de outubro e 29 de dezembro de 2014. A série foi dirigida por Sayo Aoi e escrita por Yuniko Ayana, com o design das personagens feitos por Koji Haneda. Foi exibida nos países lusófonos pela Crunchyroll. O tema de abertura foi "Chimeishō" (致命傷, lit. Ferida fatal) do grupo Matenrou Opera.

#### Episódios
| #  | Título | Exibição original      |
| -- | --- | ---------------------- |
| 1  | "As circunstâncias especiais da minha banheira" "Uchi no Furo no Tokushuna Jijō (ウチのフロの特殊な事情)"                     | 6 de outubro de 2014   |
| 2  | "As circunstâncias severas da minha economia doméstica" "Orenchi no Setsujitsuna Kakei Jijō (オレん家の切実な家計事情)"       | 13 de outubro de 2014  |
| 3  | "As circunstâncias dos amigos de Wakasa: Edição do Takasu" "Wakasa no Tomodachi Jijō Takasu-hen (若狭のトモダチ事情・鷹巣編)" | 20 de outubro de 2014  |
| 4  | "As circunstâncias dos amigos de Wakasa: Edição do Mikuni" "Wakasa no Tomodachi Jijō Mikuni-hen (若狭のトモダチ事情・三国編)" | 27 de outubro de 2014  |
| 5  | "As circunstâncias de Halloween da minha casa" "Orenchi no Harowin Jijō (オレん家のハロウィン事情)"                           | 3 de novembro de 2014  |
| 6  | "As circunstâncias da minha espuma" "Orenchi no Awa Jijō (オレん家の泡事情)"                                                  | 10 de novembro de 2014 |
| 7  | "As circunstâncias fraternais" "Orenchi no Kyōdai Jijō (オレん家の兄妹事情)"                                                  | 17 de novembro de 2014 |
| 8  | "As circunstâncias da moda dos homens modernos" "Imadoki Danshi no Hayari Jijō (いまどき男子の流行事情)"                      | 24 de novembro de 2014 |
| 9  | "Minhas circunstâncias desnudas" "Hadaka no Otsukiai Jijō (ハダカのお付き合い事情)"                                           | 1 de dezembro de 2014  |
| 10 | "As circunstâncias dos amigos de Wakasa: Edição do Maki" "Wakasa no Tomodachi Jijō: Maki-hen (若狭のトモダチ事情・真木編)"    | 8 de dezembro de 2014  |
| 11 | "As sete transformações das circunstâncias da minha banheira" "Orenchi no Furo Jijō: Nana Henka (オレん家のフロ事情☆七変化)"  | 15 de dezembro de 2014 |
| 12 | "As sete transformações das circunstâncias da minha banheira" "Wakasa no Orusubuan Jijō (若狭のおるすばん事情)"               | 22 de dezembro de 2014 |
| 13 | "As circunstâncias do emprego do Wakasa" "Wakasa no Oshigoto Jijō (若狭のおしごと事情)"                                       | 29 de dezembro de 2014 |